# Ландри, Бертран
Бертран Ландри (фран. Bertrand Landrieu; 9 февраля 1945 года, Париж, Франция — 7 декабря 2019 года, Париж, Франция) — французский государственный деятель, директор канцелярии президента (1995—2002), префект департамента Иль-де-Франс и Парижа (2002—2007).

## Биография
Бертран родился 9 февраля 1945 года в XVI округе Парижа в семье врача Роберта Ландри. Получив степень магистра публичного права, он поступил в Институт политических исследований Франции, а затем в Национальную школу администрации, которую Ландри окончил в 1970 году. В 1970 году был назначен заместителем министра внутренних дел Франции.
Большую часть своей карьеры Ландри работал префектом в разных регионах страны. В 1971 году он становится префектом департамента Сарта. В 1973 году работал в Министерстве сельского хозяйства Франции. С 1974 по 1977 год префект коммуны Юссель. С 1 октября 1987 года по 25 июня 1990 года префект департамента Савойя. С 25 июня 1990 года по 24 июня 1993 года префект департамента Манш. С 24 июня 1993 года по 1 июня 1995 года префект департамента Верхняя Вьенна. 
Бертран Ландри был близким другом Жака Ширака и возглавлял канцелярию президента с 19 мая 1995 года по 31 июля 2002 года. С 29 июля 2002 года по 25 мая 2007 года префект департамента Иль-де-Франс и Парижа. В 2007-2012 годах он работал в штабе Жака Ширака. В 2012 году Ландри отошёл от государственных дел.
7 декабря 2019 года Бертран Ландри умер в Париже.

## Награды
- Орден «За заслуги»
- Орден Почётного легиона
- Орден Гримальди

## Примечание
1. 1 2 3 4  Fichier des personnes décédées mirror
2. ↑  https://www.lefigaro.fr/politique/deces-de-bertrand-landrieu-ancien-directeur-de-cabinet-de-jacques-chirac-20191208
3. 1 2  Biographie Bertrand Landrieu Préfet (E.R.). www.whoswho.fr. Дата обращения: 6 февраля 2020. Архивировано 6 февраля 2020 года.
4. ↑  Bertrand Landrieu (фр.). Les Echos (11 июля 2002). Дата обращения: 6 февраля 2020. Архивировано 11 декабря 2019 года.
5. ↑  Bertrand Landrieu, l'oeil de l'Elysée. Le Monde.fr. 21 июня 2005. Архивировано 11 декабря 2019. Дата обращения: 6 февраля 2020.
6. ↑  Le Figaro avec AFP. Décès de Bertrand Landrieu, ancien directeur de cabinet de Jacques Chirac (фр.). Le Figaro.fr (8 декабря 2019). Дата обращения: 6 февраля 2020. Архивировано 30 января 2020 года.
7. ↑  Le 14 mars 2012 à 07h00. Landrieu a quitté Chirac (фр.). leparisien.fr (14 марта 2012). Дата обращения: 6 февраля 2020. Архивировано 11 декабря 2019 года.
8. ↑  BFMTV. Bertrand Landrieu, ancien directeur de cabinet de Jacques Chirac, est mort (фр.). BFMTV. Дата обращения: 6 февраля 2020. Архивировано 9 декабря 2019 года.